# Træpindsvin
Træpindsvin er en familie af gnavere (Rodentia) i underordenen Hystricognathi. De kaldes på dansk også Den Nye Verdens Pindsvin, for at undgå forveksling med "ægte" pindsvin, som tilhører en helt anden familie og findes i Den Gamle Verden. Træpindsvin er ikke nært beslægtede med de europæiske pindsvin, men har fået deres fællesnavn på grund af den overfladiske lighed med pigdækket krop.

## Udseende og kendetegn
Træpindsvin er typisk store gnavere, nogle arter kan blive op til 90 cm lange og veje over 15 kg. De er dækket af lange, hule pigge', der ligner store nåle. Piggene sidder løst i huden og kan nemt falde af og blive siddende fast i angribere. Udover piggene har træpindsvin også en underuld af blødere hår.
Familien omfatter tre slægter med i alt 18 arter, der varierer i størrelse, udseende og levevis. Nogle arter, som f.eks. nordamerikansk træpindsvin (Erethizon dorsatum), er primært trælevende, mens andre, som f.eks. Kapibara-pindsvin (Sphiggurus villosus), tilbringer det meste af deres tid på jorden.

## Udbredelse og habitat
Træpindsvin findes i Nordamerika og Sydamerika, fra Canada i nord til Argentina i syd. De lever typisk i skov- og skovområder, men nogle arter foretrækker også bjergområder eller græsområder.

## Kost og adfærd
Træpindsvin er hovedsageligt planteædere og lever af bark, blade, frugter, nødder og kaktus. De er aktive om natten og bruger det meste af deres tid på at søge føde. Træpindsvin er generelt fredelige dyr, men de kan forsvare sig ved at puste sig op og ryste med piggene, hvis de føler sig truet.

## Arter i Danmark
Træpindsvin findes ikke naturligt i Danmark.

## Trusler og bevaring
Flere arter af træpindsvin er truet naf habitattab, jagt og handel med pels. Der findes forskellige bevaringsindsatser i gang for at beskytte disse dyr.